# Jack Lyon
Pour les articles homonymes, voir Lyon.
William John Lyon, dit Jack Lyon, né le 15 février 1898 à Londres et tué à la guerre le 26 mai 1941, est un homme politique néo-zélandais.

## Biographie
Il naît et grandit en Angleterre, et s'engage volontairement dans la British Army à l'âge de 17 ans au début de la Première Guerre mondiale, mentant sur son âge pour être accepté. Il est affecté au Régiment royal du Sussex (en), prend part à la campagne du Sinaï et de Palestine, puis est rattaché après la guerre à la section de décryptage du département du renseignement militaire du ministère de la Guerre. Il atteint le rang de capitaine,,. 
Membre actif du Parti travailliste au Royaume-Uni, il rejoint le Parti travailliste de Nouvelle-Zélande lorsqu'il émigre dans ce pays en 1927. Il se consacre à l'aide aux chômeurs durant la Grande Dépression et devient le président d'une association qui leur vient en aide à Auckland. Aux élections législatives de 1935, il remporte la circonscription de Waitemata et entre à la Chambre des représentants de Nouvelle-Zélande. Ces élections marquent la première victoire électorale nationale des travaillistes, et Jack Lyon siège comme membre d'arrière-ban de la majorité parlementaire du gouvernement de Michael Joseph Savage, qui met en place un État-providence. Il préside par ailleurs la commission parlementaire à la défense.
Engagé volontaire à nouveau dès le début de la Seconde Guerre mondiale, il est affecté au 18e bataillon d'infanterie (en) de la New Zealand Army et tué au combat durant la bataille de Grèce, à l'âge de 43 ans. Son corps n'étant jamais retrouvé, il est commémoré au mémorial du cimetière militaire de Phaleron à Athènes.